# Alfredo Dinis
Alfredo Dinis (* 1917; † 4. Juli 1945 in Bucelas; Untergrundname Alex) war ein portugiesischer Kommunist und Widerstandskämpfer.

## Werdegang
Dinis war Metallarbeiter in der Werft H. Parry & Son in Cacilhas. Im Alter von 19 Jahren trat er der kommunistischen Jugend bei. Im August 1938 wurde er von der Geheimpolizei PIDE festgenommen. Nach 19-monatiger Haft rückte er in die Leitung des Komitees des Partido Comunista Português (PCP) in Almada auf. 1943 wurde er in das Zentralkomitee der Partei gewählt.
Wesentlich trug er zu der Organisation der Streikaktionen und Demonstrationen bei, die im November 1942, im Juli/August 1943 sowie im Mai 1944 das Südufer des Tejo und die Hauptstadt Lissabon lahmlegten und von der Polizei des Estado Novo brutal niedergeschlagen wurden.
Am 4. Juli 1945 wurde er auf dem Weg zu einem Geheimtreffen mit Joaquim Campino und António Dias Lourenço von dem PIDE-Polizisten José Gonçalves auf einer Straße in Bucelas erschossen.

## Ehrungen
- Benennung des Largo Alfredo Diniz in Cacilhas